# Cientistas Brasileiros

José Leite Lopes, um dos protagonistas do documentário.

Cientistas Brasileiros é um filme brasileiro de 2002, do gênero documentário, dirigido por José Mariani. Com direção de fotografia de Guy Gonçalves, é narrado por Arnaldo Antunes e tem música de Aluisio Didier.

## Sinopse
O filme mostra a trajetória dos físicos brasileiros José Leite Lopes e César Lattes e sua contribuição para o desenvolvimento da Física no Brasil. É apresentada a carreira científica dos dois cientistas no Brasil e no exterior, com destaque para a descoberta do Méson Pi e para a participação de Lattes e Leite Lopes na fundação do Centro Brasileiro de Pesquisas Físicas em 1949 e do Conselho Nacional de Desenvolvimento Científico e Tecnológico em 1951.
O documentário conta com depoimentos dos protagonistas e também de Simon Schwartzman, Alfredo Marques, Fernando de Souza Barros, Marcelo Damy, Henrique Lins de Barros, Amélia Império Hamburguer, Edson Shibuya e Humberto Siqueira Brandi.